# Grekisk groda
Grekisk groda (Rana graeca) är en art i familjen äkta grodor (Ranidae) som tillhör ordningen stjärtlösa groddjur. 

## Utseende
Grodan är trubbnosad, med en kroppslängd mellan 7,5 och 10 centimeter. Trumhinnan är liten, och svår att upptäcka. Färgen är ovan brunaktig, oftast med mörkare fläckar. Buken är ljusare, och oftast utan fläckar. Ögonen vetter åt sidorna, med vertikal och springformad pupill.

## Utbredning
Den grekiska grodan finns främst på Balkan från sydöstra Bosnien-Hercegovina över mellersta och södra Serbien, Montenegro, Nordmakedonien, sydvästra Bulgarien och större delen av Grekland. Förekomsten i europeiska Turkiet är osäker.

## Fortplantning
Parningstiden sträcker sig mellan april och maj. Amplexus (hanens livtag på honan under parningen) sker strax bakom frambenen. Honan lägger äggen klumpvis, ofta fästa i taket på någon håla under vatten. Studier tyder på att hanen vaktar de nylagda äggen. Ynglen är färdigutvecklade efter 2 till 3 månader.
Den grekiska grodan blir könsmogen under det tredje levnadsåret.

## Vanor
Grodan är främst nattaktiv, men kan även uppträda dagtid under regnväder. Den föredrar höglänta områden mellan 500 och 1 800 m., men kan lokalt gå så lågt som 200 m eller så högt som 2 000 m. Den lever ofta i eller nära vatten, som kalla bergsbäckar och bergssjöar, men kan också förekomma på hedmark och ängar.
Under vintern, från november till mars, är den inaktiv.